# Steen (rapper)
Stijn Kosterman (Utrecht, 24 november 1983), beter bekend als Steen, is een Nederlandse rapper uit Utrecht. Hij won eenmaal Geen Daden Maar Woorden (GDMW), een hoog aangeschreven MC-battle-toernooi in België en Nederland.

## Biografie
Steen is geboren in Utrecht en opgegroeid in De Bilt. Hij is de zoon van Hans Kosterman, ooit lid van de band Braak. Steen zou een opleiding hebben gedaan aan de Rietveldacademie, maar die niet afgemaakt hebben. Zelf beweerde hij in een interview met BNN in 2008 dat hij deze opleiding koos omdat het de beste studie was waarmee hij studiefinanciering kon innen zonder er iets voor te hoeven doen.
Het album Vocking Steenwaren, uitgebracht in 2007 en geproduceerd door Killing Skills en SODM, leverde hem media-aandacht op. Vooral het nummer Fock Steen werd bekend.
Op 1 september 2008 kwam Steens album Muziek voor je moeder uit onder zijn eigen label Infected Records. Twee nummers op het album werden nog geproduceerd door Killing Skills, alle overige door het producerscollectief Shockmount.
Nadat Steen vader van een dochter was geworden, ging hij verder onder de naam "Steen de vader," en bracht hij de albums Steen de vader en De verloren ziel van Steen de vader uit. Zelf beweerde hij in een interview met State Magazine dat het vaderschap hem niet veel veranderd heeft. Hij zou alleen minder tijd hebben om te zuipen en zijn haat voor pedofielen zou nog groter zijn geworden. Verder breidde Steen zijn label Infected Records uit. Zo haalde hij in de volgende jaren artiesten als Junklife en EZG binnen. Ook bracht Infected Records voor het uitbrengen van de albums Steen de vader en De verloren ziel van Steen de vader enkele afleveringen uit van de Steenshow. Hierin bezoekt Steen de artiesten met wie hij samenwerkt en zien de kijkers hoe Steen zijn dagen doorbrengt.
Met rapper Spinal maakt hij sinds 2007 "kadaverrap."
Rapper Steen kwam in 2016 in opspraak na een tweet waarin hij zegt dat hij een concentratiekamp wil bouwen om gayrappers te vergassen. De organisatie van bevrijdingsfestival Utrecht liet hem optreden op het Bevrijdingsfestival en sprak na kritiek van het COC over een 'misser'. Kort geleden heeft Steen samen met EZG,Steff & Spinal een album uitgebracht bij het label Infected Records.
In 2018 speelt Kosterman mee als de criminele Ruben in de film Catacombe met in de hoofdrol een andere rapper: Willem de Bruin van The Opposites. In de serie Het Jaar van Fortuyn speelt de rapper nog een kleine rol als junkie.

## Discografie

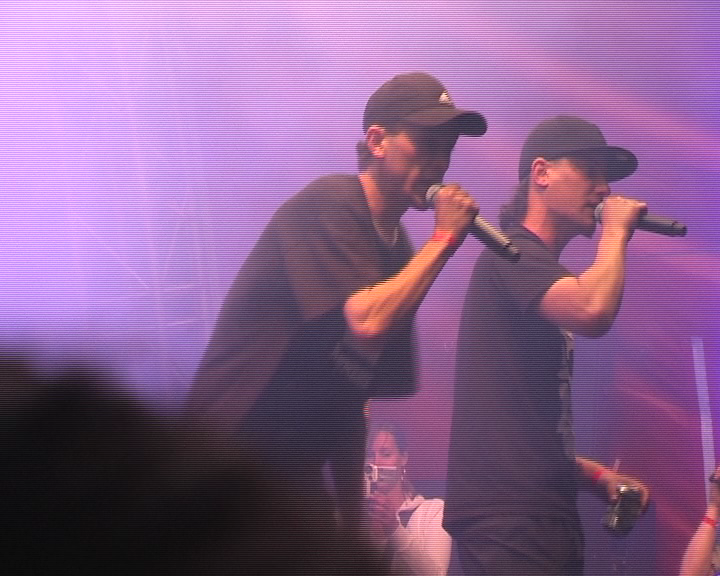
Spinal en Steen op Rokkesteen in Zoetermeer, 2009

### Albums
| Album met eventuele hitnotering(en) in de Nederlandse Album Top 100 | Datum van verschijnen | Datum van binnenkomst | Hoogste positie | Aantal weken | Opmerkingen                   |
| ------------------------------------------------------------------- | --------------------- | --------------------- | --------------- | ------------ | ----------------------------- |
| Freakshow                                                           | 2005                  |                       |                 |              | ep                            |
| Vocking Steenwaren                                                  | 2007                  |                       |                 |              |                               |
| Kadaverrap                                                          | 2007                  |                       |                 |              | ep met Spinal                 |
| Muziek voor je Moeder                                               | 2008                  |                       |                 |              |                               |
| Kadaverrap 2: Tot het ontbindt                                      | 2009                  |                       |                 |              | ep met Spinal                 |
| Morsdood                                                            | 2010                  |                       |                 |              | als onderdeel van Dead Homies |
| De vader                                                            | 2011                  |                       |                 |              |                               |
| De verloren ziel van Steen de vader                                 | 2012                  |                       |                 |              |                               |
| Baby                                                                | 2015                  |                       |                 |              |                               |
| Bicycle Chain                                                       | 2017                  |                       |                 |              | ep met EZG                    |
| Traffic                                                             | 2017                  |                       |                 |              |                               |
| Infected                                                            | 2018                  |                       |                 |              | ep met EZG en Steff           |
| Infected 2                                                          | 2019                  |                       |                 |              | ep met EZG en Steff           |
| Butterfly Knife                                                     | 2019                  |                       |                 |              | ep met EZG                    |
| Butterfly Knife 2                                                   | 17 januari 2020       |                       |                 |              | ep met EZG                    |
| Infected 19                                                         | 3 juli 2020           |                       |                 |              |                               |
| Kkopa                                                               | 8 oktober 2021        |                       |                 |              |                               |
| Toxic                                                               | 21 april 2023         |                       |                 |              |                               |